# Dekanat Lipiany
Dekanat Lipiany – jeden z dekanatów należący do archidiecezji szczecińsko-kamieńskiej.

## Parafie
- Batowo (pw. Miłosierdzia Bożego)
- Krzemlin (pw. św. Wojciecha BM)
- Parafia Wniebowzięcia Najświętszej Maryi Panny w Lipianach
- Mielęcin (pw. Nawiedzenia NMP)
- Mostkowo (pw. św. Antoniego z Padwy)
- Sulimierz (pw. św. Wojciecha BM)

## Dziekan i wicedziekan
- Dziekan: ks. kan. Andrzej Stolarski
- Wicedziekan: ks. kan. Krzysztof Rostkowski[1]